# Brusino Arsizio
Brusino Arsizio é uma comuna da Suíça, no Cantão Tessino, com cerca de 461 habitantes. Estende-se por uma área de 5,78 km², de densidade populacional de 80 hab/km². Confina com as seguintes comunas: Bissone, Melide, Meride, Morcote, Porto Ceresio (IT-VA), Riva San Vitale, Vico Morcote.
A língua oficial nesta comuna é o Italiano.